# ディペシュ・チャクラバルティ
ディペシュ・チャクラバルティ（Dipesh Chakrabarty、1948年12月15日 - ）は、インドの歴史学者。ポストコロニアル理論やサバルタン研究にも貢献している。
現在、シカゴ大学歴史学部のローレンス・A・キンプトン特別功労教授。人類に多大な学術的・公的貢献をした社会科学者を表彰する、アーノルド・J・トインビー教授の名を冠したトインビー賞の2014年受賞者である。

## 略歴
コルカタ生まれ。コルカタ大学プレジデンシー・カレッジで物理学の学士号を取得。インド経営大学院コルカタ校（Indian Institute of Management Calcutta）で経営学ポスト・グラデュエイト・ディプロマ（Post Graduate Diploma in Management: MBA）を取得した。その後、キャンベラのオーストラリア国立大学へ進み、歴史学の博士号を取得した。
チャクラバルティは、幅広いプログラムの客員教員を務めてきた。プリンストン大学人文科学研究所客員フェロー（2002年）、コルカタ大学社会科学研究センター歴史学Hitesranjan Sanyal客員教授（2003年）、ニューヨーク州立大学ストーニーブルック校人文科学センター客員教授（2004年）、ゲッティンゲン大学マックスプランク歴史科学研究所客員フェロー（2005年）、カリフォルニア大学アーバイン校実験批判理論セミナー教員（2005 年）、シドニー工科大学客員教授（2005年および2009年）、ジャワハルラール・ネルー大学歴史研究センター客員教授（2005年）、プラット・インスティテュートのスカラー・イン・レジデンス（2005年）、欧州人文大学（リトアニア・ヴィリニュス）客員教授（2006年）、アイオワ大学Ida Beam卓越客員教授（2007年）、ミネソタ大学高等研究所卓越客員研究員（2007年）、ベルリン高等研究所フェロー（2008～2009年）。ワシントン大学シアトル校カッツ人文学部教授（2009年）、英国マンチェスター大学ホールズワース客員教授（2009年）、人間科学研究所（オースリア・ウィーン）（2010年）、ヴィクトリア大学（カナダ）ランズダウン講師（2012年）、イリノイ大学アーバナシャンペーン校ニコルソン特別客員研究員（2013年）。2014年、チャクラバルティは人間科学研究所（ウィーン）で人間科学レクチャー、チャンカヤ自治体（トルコ・アンカラ）で公開講座、クイーンズ大学（カナダ）学長特別客員研究員、ストーニーブルック大学（ニューヨーク）人文科学研究所卓越客員研究員、バルセロナ大学（スペイン）客員研究員、オーストラリア国立大学教養学部人文学研究センター客員フェロー（2014年）、ライデン大学地域研究所 (LIAS) 人文学GLASS研究員（2015年）等を歴任した。
また、2014年から2016年までインフォシス賞の人文学部門の審査員を務めた。
研究者のクリスティン・フェアは、彼女がチャクラバルティの学生だった1994年に、彼が不適切な性的発言をしたと告発している。

## 栄誉
- 2004：アメリカ芸術科学アカデミーフェロー[7]。
- 2006：オーストラリア人文科学アカデミーの名誉フェロー[8]。
- 2010：ロンドン大学文学博士（D.Litt. (Honoris Causa））、ロンドン大学（ゴールドスミス校で授与）。
- 2011年：アントワープ大学（ベルギー）より名誉博士号、インド経営大学院（IIM）コルカタ校より特別同窓生賞（2011年の創立50周年に際して授与）[9] 。
- 2014：トインビー賞（アーノルド・J・トインビー教授にちなんで命名、人類への学術的・公的貢献が顕著な社会科学者を表彰[2]。
- 2019年：インド西ベンガル州政府より授与されるタゴール記念賞（Rabindra Smriti Puraskar）。

## 著作

### 書籍
- Rethinking Working Class History (1989)
- Social Dimensions of Early Buddhism
- Beginning of Iron and Social Changes in India: Indian Studies Past and Present
- Provincializing Europe: Postcolonial Thought and Historical Difference (2000)
- Habitations of Modernity: Essays in the Wake of Subaltern Studies (2002)
- The Calling of History: Sir Jadunath Sarkar and His Empire of Truth (2015)
- The Crises of Civilization: Exploring on Global and Planetary Histories (2018)
- (With Ranajit Dasgupta) Some Aspects of Labor History of Bengal in the Nineteenth Century: Two Views (2019)
- The Climate of History in a Planetary Age (2021)

### 日本語訳
- 『人新世の人間の条件』早川健治訳、晶文社、2023年。原書は下記のタナー講義録2編＋日本版解説インタビュー
  - The Human condition in the Anthropocene（Yale University, 2015）、イェール大学出版

### 編著
- Cosmopolitanism (2002), editor with Carol Breckenridge, Sheldon Pollock, and Homi K. Bhabha
- From the Colonial to the Postcolonial: India and Pakistan in Transition (2007), editor with Rochona Majumdar and Andrew Sartori
- Historical Teleologies in the Modern World (2015), editor with Henning Trüper and Sanjay Subrahmanyam

### 学術論文（一部）
- "Postcoloniality and the Artifice of History: Who Speaks for 'Indian' Pasts?" Representations 37 (Winter 1992): 1–26.
- "The Death of History? Historical Consciousness and the Culture of Late Capitalism." Public Culture 4.2 (Spring 1992): 47–65.
- "Universalism and Belonging in the Logic of Capital." Public Culture 12.3 (Fall 2000): 653–678.
- "Where Is the Now?" Critical Inquiry 30 (Winter 2004): 458–462.
- "The Climate of History: Four Theses." Critical Inquiry 35.2 (Winter 2009): 197–222.
- "Postcolonial Studies and the Challenge of Climate Change." New Literary History 43.1 (Winter 2012): 1–18.
- "Climate and Capital: On Conjoined Histories." Critical Inquiry 41.1 (Autumn 2014): 1–23.
- "Humanities in the Anthropocene: The Crisis of an Enduring Kantian Fable." New Literary History 47.2–3 (Spring and Summer 2016): 377–397.

### ベンガル語の著作
- Itihaser Jonojibon O Onyano Probondho (2011) Ananda Publishers ISBN 8177568701[10][11]
- Monorother Thikana (2018) Anushtup ISBN 9382425829[12][13][14]
- Bondhur Chithi Bondhuke (Jointly with Raghab Bandopadhyay ) (2019) Anushtup